# Новый (Первомайский район, Алтайский край)
Но́вый — посёлок в Первомайском районе Алтайского края России. Входит в состав Берёзовского сельсовета.

## История
Освоение территории, отведённой под застройку посёлка, началось в 1998 году и продолжается в настоящее время. Генеральным планом предусмотрено развитие инфраструктуры до 2024 года.

## География
Посёлок находится на левобережной части долины реки Чесноковка, расположен вдоль автодороги М-52 «Чуйский тракт».
Климат
По агроклиматическому районированию территория посёлка относится к зоне Бийско–Чумышской возвышенности с континентальным, довольно сухим климатом. Зима продолжительная и холодная. Характерны сильные ветра и метели, возможны возвратные морозы и резкие потепления.
Средняя температура января составляет  -19,9° С, абсолютный минимум — -50° С. Весна  короткая  и сухая, случаются возвратные холода, характерно быстрое стаивание снежного покрова. Лето теплое, длится около 4 месяцев, возможны засухи. Средняя температура июля составляет +19°С, абсолютный максимум — +35° С. Осень непродолжительная и солнечная, с малым количеством осадков, среднее годовое количество составляет 460–480 мм.
Уличная сеть
В посёлке 48 улиц, 3 переулка, 2 бульвара и жилой массив «Александрова слобода» .
Расстояние до
- районного центра Новоалтайск: 5 км.
- краевого центра Барнаул: 18 км.

Ближайшие населенные пункты
Поселок Солнечное, село Берёзовка, город Новоалтайск, город Барнаул, поселок Правда, посёлок Бажево.

## Население
| 1998 | 1999 | 2000 | 2001 | 2002 | 2003 | 2004 |
| ---- | ---- | ---- | ---- | ---- | ---- | ---- |
| 142  | ↗154 | ↗161 | ↗171 | ↗181 | ↗184 | ↗199 |
| 2005 | 2006 | 2007 | 2008 | 2009 | 2010 | 2011 |
| →199 | ↘195 | ↗202 | ↗226 | ↗235 | ↗312 | ↘311 |
| 2012 | 2013 |      |      |      |      |      |
| ↗350 | ↗400 |      |      |      |      |      |

Трудоспособное население посёлка составляет 64,3%, индивидуальных домов 111.

## Инфраструктура
Почтовое отделение, школа и детский сад находятся в административном центре Берёзовка, там же расположено муниципальное учреждение здравоохранения: «Первомайская ЦРБ». В посёлке проведен газ, работает производственный цех (производство профнастила, металлочерепицы), 4 магазина, есть АЗС. Генеральным планом Берёзовского сельсовета предусмотрено строительство школ, детского сада, поликлиники, Дома культуры и библиотеки, интернет-кафе, гостиницы, крытого бассейна и других объектов .
Транспорт
Село соединяет с районным и областным центром федеральная автомагистраль Р—256 Чуйский тракт (Новосибирск—Бийск—Монголия), автодорога Р374 «Белоярск — Заринск» и автомобильные дороги общего пользования регионального или межмуниципального  значения с твёрдым покрытием, что обеспечивает круглогодичное пользование транспортом. Работу по перевозке пассажиров также осуществляют частные перевозчики, что позволяет удовлетворять потребность жителей села в сообщении с соседними селами, районным центром и городом Барнаулом. Ближайшая железнодорожная станция Алтайская находится в городе Новоалтайск.
Связь
Услуги проводной электросвязи оказывает ОАО «Ростелеком»:
- местная телефонная связь;
- зоновая телефонная связь;
- междугородняя и международная телефонная связь;
- проводное вещание;
- Интернет.
- Мобильная связь поставляется тремя операторами сотовой связи: «Би-лайн», «МТС» и «Мегафон»[9].